# Centrale marémotrice de Sihwa
La centrale marémotrice de Sihwa, située en Corée du Sud, est l'installation marémotrice la plus puissante au monde, avec une puissance installée de 254 MW. Mise en service en août 2011, elle dépasse désormais l'usine marémotrice de la Rance française et ses 240 MW, qui était restée la plus puissante pendant 45 ans.

## Présentation
Le projet a coûté 313,5 milliards de wons (environ 220 millions d'euros ou 330 millions de dollars canadiens). Le marnage au niveau de la centrale est de 5,6 mètres en moyenne, et il peut atteindre 7,8 mètres lors des marées de vives-eaux. Le bassin de retenue devait initialement couvrir 42 km2, mais les réclamations de terres et la construction de digues devraient finalement réduire sa superficie à environ 30 km2. La production annuelle d'électricité record est de 544 GWh, après 3,5ans d'exploitation le 5 janvier 2015, la centrale a passé le cap des 1500 GWh produits.